# グンタイアリ
グンタイアリは、ハチ目アリ科（アリ）のうち、グンタイアリ属 Eciton など7属の総称である。これらは単系統をなし、分類上は3つの亜科に分割することが多いが、グンタイアリ亜科としてまとめることもある。
一般のアリと異なり巣を作らず軍隊のように隊列を組んで前進し、目に付いた（ただし、グンタイアリ属の一部をのぞき、目が退化しているため、ほとんど盲目であろうとされる）獲物には集団で襲いかかる獰猛な習性を持つ。
ただし広義には、同様の習性を持つ系統の異なる他のいくつもの属を含むこともある。また狭義には、グンタイアリ属のことを表すこともある。

## 系統と分類

### 系統
Brady 2003は、分子分岐学的手法によりグンタイアリが単系統であることを示した。また、グンタイアリは新世界のグンタイアリと旧世界のグンタイアリの2つの単系統に分かれており、これらはゴンドワナ大陸が東西に分裂したときに分化したと見られている。
グンタイアリに近縁なのはクビレハリアリ亜科 Cerapachyinae だが、グンタイアリのような習性は持たない。
|  | サスライアリ属 Dorylus      |
|  |                             |
|  | ヒメサスライアリ属 Aenictus |
|  |                             |

|  | ヒトフシグンタイアリ属 Cheliomyrmex                                                                                                  |
|  | |
|  | ヒメグンタイアリ属 Neivamyrmex |
|  | |
|  | \| \| ショウヨウアリ属 Nomamyrmex \| \| \| \| \| \| マルセグンタイアリ属 Labidus \| \| \| \| \| \| グンタイアリ属 Eciton \| \| \| \| |
|  | |
|  | ショウヨウアリ属 Nomamyrmex |
|  | |
|  | マルセグンタイアリ属 Labidus |
|  | |
|  | グンタイアリ属 Eciton |
|  | |

|  | ショウヨウアリ属 Nomamyrmex  |
|  |                              |
|  | マルセグンタイアリ属 Labidus |
|  |                              |
|  | グンタイアリ属 Eciton        |
|  |                              |

|  | サスライアリ属 Dorylus      |
|  |                             |
|  | ヒメサスライアリ属 Aenictus |
|  |                             |

|  | ヒトフシグンタイアリ属 Cheliomyrmex                                                                                                  |
|  | |
|  | ヒメグンタイアリ属 Neivamyrmex |
|  | |
|  | \| \| ショウヨウアリ属 Nomamyrmex \| \| \| \| \| \| マルセグンタイアリ属 Labidus \| \| \| \| \| \| グンタイアリ属 Eciton \| \| \| \| |
|  | |
|  | ショウヨウアリ属 Nomamyrmex |
|  | |
|  | マルセグンタイアリ属 Labidus |
|  | |
|  | グンタイアリ属 Eciton |
|  | |

|  | ショウヨウアリ属 Nomamyrmex  |
|  |                              |
|  | マルセグンタイアリ属 Labidus |
|  |                              |
|  | グンタイアリ属 Eciton        |
|  |                              |

|  | サスライアリ属 Dorylus      |
|  |                             |
|  | ヒメサスライアリ属 Aenictus |
|  |                             |

|  | ヒトフシグンタイアリ属 Cheliomyrmex                                                                                                  |
|  | |
|  | ヒメグンタイアリ属 Neivamyrmex |
|  | |
|  | \| \| ショウヨウアリ属 Nomamyrmex \| \| \| \| \| \| マルセグンタイアリ属 Labidus \| \| \| \| \| \| グンタイアリ属 Eciton \| \| \| \| |
|  | |
|  | ショウヨウアリ属 Nomamyrmex |
|  | |
|  | マルセグンタイアリ属 Labidus |
|  | |
|  | グンタイアリ属 Eciton |
|  | |

|  | ショウヨウアリ属 Nomamyrmex  |
|  |                              |
|  | マルセグンタイアリ属 Labidus |
|  |                              |
|  | グンタイアリ属 Eciton        |
|  |                              |

|  | サスライアリ属 Dorylus      |
|  |                             |
|  | ヒメサスライアリ属 Aenictus |
|  |                             |

|  | ヒトフシグンタイアリ属 Cheliomyrmex                                                                                                  |
|  | |
|  | ヒメグンタイアリ属 Neivamyrmex |
|  | |
|  | \| \| ショウヨウアリ属 Nomamyrmex \| \| \| \| \| \| マルセグンタイアリ属 Labidus \| \| \| \| \| \| グンタイアリ属 Eciton \| \| \| \| |
|  | |
|  | ショウヨウアリ属 Nomamyrmex |
|  | |
|  | マルセグンタイアリ属 Labidus |
|  | |
|  | グンタイアリ属 Eciton |
|  | |

|  | ショウヨウアリ属 Nomamyrmex  |
|  |                              |
|  | マルセグンタイアリ属 Labidus |
|  |                              |
|  | グンタイアリ属 Eciton        |
|  |                              |

### 伝統分類
伝統的な分類では、グンタイアリは3亜科に分類される。この分類では、グンタイアリ全体を合わせた分類群はない。ここでは主にこの分類に基づき記述する。
- サスライアリ亜科 Dorylinae - 旧世界
  - サスライアリ属 Dorylus
- ヒメサスライアリ亜科 Aenictinae - 旧世界
  - ヒメサスライアリ属 Aenictus
- グンタイアリ亜科 Ecitoninae - 新世界
  - ヒトフシグンタイアリ族 Cheliomyrmecini
    - ヒトフシグンタイアリ属 Cheliomyrmex

  - グンタイアリ族 Ecitonini
    - ヒメグンタイアリ属 Neivamyrmex
    - ショウヨウアリ属 Nomamyrmex
    - マルセグンタイアリ属 Labidus
    - グンタイアリ属 Eciton

グンタイアリ亜科とサスライアリ亜科の習性や特徴はほぼ同じであり、基本的には生息地が新大陸か旧大陸で分けている分類といってよい。しかしヒメサスライアリ亜科は、アリを専門に食しているという点でグンタイアリ亜科やサスライアリ亜科とかなり異なる習性をもっている。ヒメサスライアリ亜科は他のアリの巣に侵入して餌を確保し、逆にそれ以外の餌はほとんど狙わない。

### 新しい分類の例
Brady以降、次のような、グンタイアリをサスライアリ亜科としてまとめた分類が現れている。ただし、伝統分類での3亜科もそれぞれ単系統なので、伝統分類が非系統的だというわけではない。
- サスライアリ亜科 Dorylinae
  - サスライアリ族 Dorylini - 旧世界
    - サスライアリ属 Dorylus
    - ヒメサスライアリ属 Aenictus

  - ヒトフシグンタイアリ族 Cheliomyrmecini - 新世界
    - ヒトフシグンタイアリ属 Cheliomyrmex

  - グンタイアリ族 Ecitonini - 新世界
    - ヒメグンタイアリ属 Neivamyrmex
    - ショウヨウアリ属 Nomamyrmex
    - マルセグンタイアリ属 Labidus
    - グンタイアリ属 Eciton

### その他の亜科
そのほか、いくつかの亜科の次のような属が似た習性を持っており、グンタイアリと呼ばれることもある。ただしこれらは、系統を異にする収斂進化であると見られている。
- ハリアリ亜科 Ponerinae
  - ハシリハリアリ属 Leptogenys （一部）
  - Onychomyrmex
  - フタバハリアリ属 Simopelta
- フタフシアリ亜科 Myrmicinae
  - Pheidolegeton
- クビレムカシアリ亜科 Leptanilloidinae
  - セミゾムカシアリ属 Asphinctanilloides
  - クビレムカシアリ属 Leptanilloides
- ムカシアリ亜科 Leptanillinae
  - キバジュズフシアリ属 Anomalomyrma
  - ムカシアリ属 Leptanilla
  - Phaulomyrma
  - ジュズフシアリ属 Protanilla
  - Yavnella

## 分布
熱帯雨林地域に生息するが、亜科ごとに生息域は異なり、
- グンタイアリ亜科 - 南北アメリカ大陸
- サスライアリ亜科 - 中央アフリカ
- ヒメサスライアリ亜科 - アジア

を中心に生息している。
日本にもヒメサスライアリ属のヒメサスライアリ Aenictus lifuae が沖縄島と西表島に生息している。

## 特徴

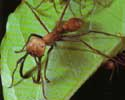
グンタイアリ属の1種

3亜科のいずれの種も雌アリ（女王アリ）、雄アリ、働きアリと3つの階級があり、働きアリは4種類に分類され、メジャー（働きアリの隊列を見守る）、サブメジャー（捕った獲物を運ぶ）、メディア（獲物に噛み付き、押さえ込み、引っかくなど狩りのほとんどを行う）、マイナー（何匹も繋がり橋になり、他のアリに渡らせる）となっている。
雌アリと雄アリは働きアリよりも大型である。グンタイアリ亜科の働きアリは大体1.5センチほど、雌アリでは2センチほどの体長となる。さらに中央アフリカ熱帯雨林に生息するサスライアリ亜科はグンタイアリ亜科よりも一回り大型なものが多く、雌アリのなかには5センチに達するものもあるという。一方東洋を中心に生息しているヒメサスライアリ亜科は、グンタイアリ亜科やサスライアリ亜科と比べるとはるかに小柄であることが多く、日本の西表島にいるヒメサスライアリ亜科もわずかに体長3ミリ（働きアリ）ほどである。日本にふつうにいるクロオオアリよりもはるかに小さい。
3亜科いずれも雄アリをのぞき無翅である。また雌アリを中心に数十万から百万規模の巨大コロニーを形成する事が多いが、定まった巣は持たない。またグンタイアリ属の一部をのぞき、目が退化しているため、ほとんど盲目であろうとされ、振動と匂いで獲物を探す。それでも一糸乱れず行軍できるのは前線のアリの残したフェロモンをたどっているためである。牙が身体と比較して非常に大きい（特に写真にあるグンタイアリ属の牙が巨大で知られる）。

## 生態

### 狩り
幼虫の育成期に激しい狩りをおこない、周辺がアリで埋め尽くされるほどの数の隊列を組み、時速1キロメートルほどのスピードで行軍する。隊列の長さは実に20メートルにも及ぶ。しかし幼虫が育ち終わり、雌アリの産卵期に入ると倒木や石の下などにしばらく定住して活動するようになり、狩りもずっと小規模なものに落ち着く。また狩りの時間は午前中と日が落ちてきてからに限られる。気温が上がる時間帯はフェロモンが蒸発してしまい、行軍や帰巣ができなくなるためである。
狩りの対象は行軍途中に発見した昆虫や爬虫類・鳥類などが主であるが、つながれていたり、病気で動けないような場合には牛や馬など大型動物も食い殺すことがある。人間も襲われることがあり、かみつかれると痛みを伴う。無理に引き剥がそうとすると皮膚が切れて出血してしまう場合があるので注意を要する。ただしヒメサスライアリ亜科（日本の西表島にいるものも含む）は先に述べたようにアリ専食であり、またグンタイアリ亜科やサスライアリ亜科と比べて噛む力が弱いので人間など大型動物の皮膚を貫けないため危険はないといえる。
グンタイアリの恐ろしさは大顎による噛傷もだが、腹部先端の刺針に因る刺傷もあり、働きアリにも兵アリにも毒を含んだ針がある。一体一体の毒性はそう強くないものの、相手に食らいついた場合には何度もしつこく刺してきて、これに集団による執拗な攻撃というものが加わって、獲物に痛打を与えて参らせていくのに充分な力を持っている。
グンタイアリは害虫を食べ尽くしてくれるので、グンタイアリ亜科が生息する南米地域では益虫としての面もある。また、苦手な相手としてハキリアリがいて、海野和男の『大昆虫記』（福音館書店）によると、ハキリアリ相手には負けてしまうこともあるという。

### 架橋

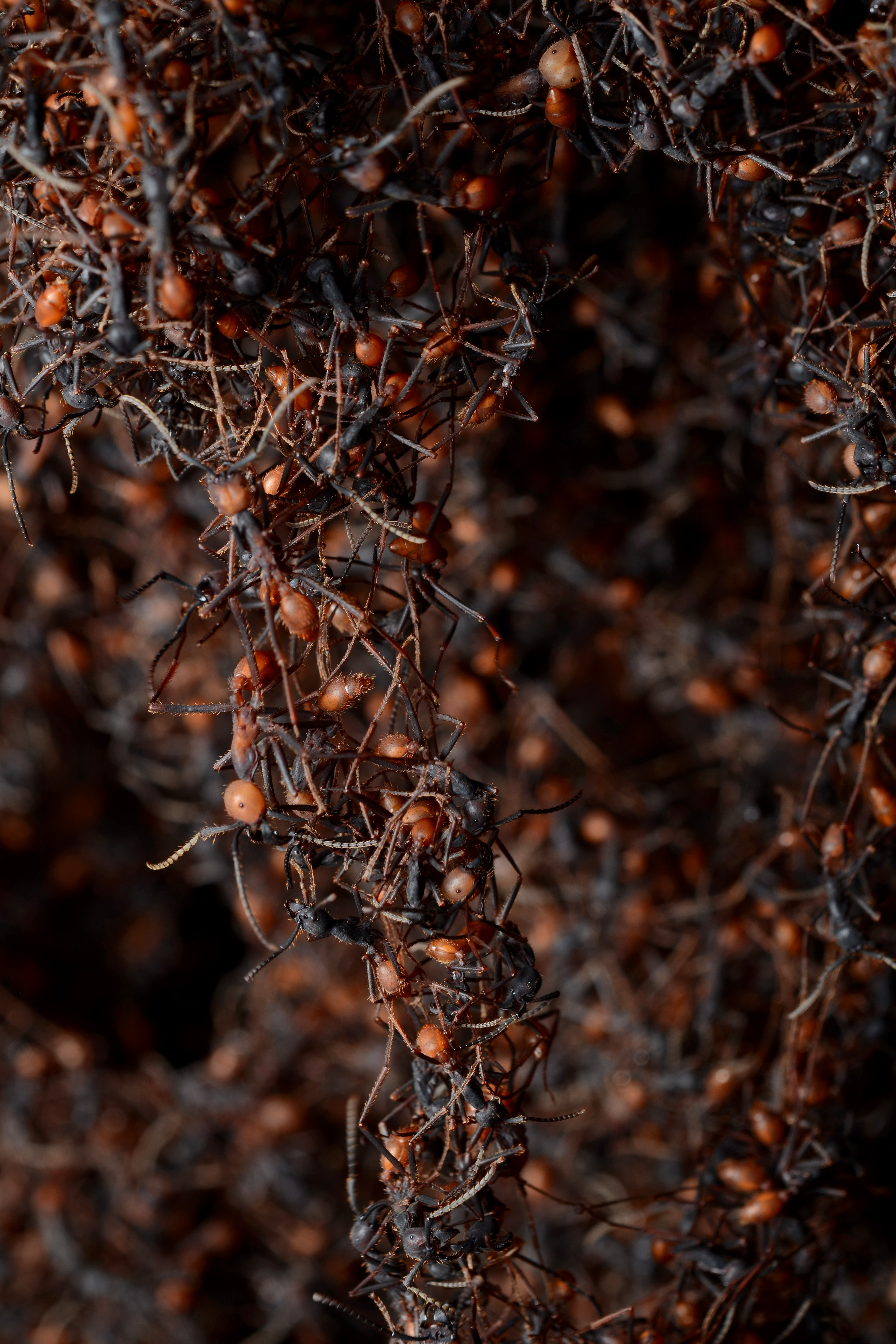
架橋する軍隊アリ

そのままでは進めないような場所でも大量の軍隊アリが集まって抱きつきあうことで即席の橋や梯子をつくり、強引に行軍することで知られる。アリは世界中に八千種いるというが、ここまでするのはグンタイアリ亜科やサスライアリ亜科のみといわれる。

### 巣と移動と繁殖
定住を行わず即席で自分たちの体で作るビバークと呼ばれる巣を形成する。
毎日移動する放浪期間（約2週間、nomadic (wandering) phase）と、ビバークから動かない静止期間（約3週間、stationary (statary) phase）がある。
放浪期間は、女王アリが卵を産んでから約10日後に開始され、幼虫が成長して蛹となる15日間継続してから、約20日間の静止期間となり、再び女王アリが卵を産むサイクルとなる。

### フェロモンによる行動
グンタイアリは、目を使わずフェロモンを追う習性があり、その影響でアントミルという渦を巻くような行軍を行う場合がある。
フェロモンによる道が一周しており、グンタイアリは目の前のフェロモンを辿り続けるためループから出られずその場を回り続ける。
発生原因としてはただ偶然にフェロモンの道が繋がって一周してしまっただけ、という説が有力であるが、解明はされていない。
死ぬまで回り続けると言われる事もあるが、こちらは目撃例が1例のみと根拠が希薄で都市伝説と考えられる。そもそも昼間はフェロモンが揮発してしまうため仮にアントミルが発生しても昼には解散する。

## グンタイアリを捕食する生物
中南米ではジャガーでさえ逃げ出すと言われる程の獰猛さを持つが、生息地域を同じくするテキサスホソメクラヘビは、特殊な忌避物質を分泌してグンタイアリ亜科の攻撃を受け付けず、グンタイアリを捕食することが可能とされる。また、グンタイアリ亜科やサスライアリ亜科のアリ達もアリ地獄に落ちれば逃れることはできず、他のアリと同様に捕食される。
また、コロンビアではウーリーモンキーがグンタイアリを捕食することが確認されている。

## 創作物での軍隊アリ
- テレビゲーム『ドラゴンクエスト』シリーズにモンスターとして登場している。また、その他のRPG作品にもモンスターとして登場することがある。いずれのものも実物よりはるかに巨大である。
- テレビゲーム『ストリートファイター』シリーズのキャラクター、ブランカが苦手なものに挙げている。
- ニンテンドー3DS用ゲームソフト『虫けら戦車』に虫ほどの大きさになったドイツ軍の敵として登場する。見た目の再現度はリアルだがゲーム中で大軍で登場することはない。
- 映画『インディ・ジョーンズ/クリスタル・スカルの王国』に登場。ソ連兵たちを複数名餌食にしていた。
- 映画『黒い絨毯』（1954年）では、南米アマゾン流域農園主夫妻を中心とする人間側に対する敵役として、「マラブンタ」と呼称される架空のグンタイアリが登場。なお、タイトルは広範囲におよぶマラブンタの隊列を黒色の絨毯（じゅうたん）に見立てたものである。
- 特撮テレビドラマ『超新星フラッシュマン』における敵の一般戦闘員であるゾローはグンタイアリの遺伝子を利用して作られたという設定。大きさは人間と同じである。
- 漫画『アラクニド』には、グンタイアリをモチーフとしたキャラクター「軍隊蟻」が登場している。能力も現実のグンタイアリのように体液を交換した相手を隷属させる能力を持つほか、「監視兵（サベイランス）」という配下がいる、「女王蟻（クイーン・レグナント）」が死亡した場合、死ぬまで無秩序に徘徊しながら老若男女問わず強姦し続けるといったグンタイアリの生態を思わせる描写がなされている。